# Zatoka Gwinejska
Zatoka Gwinejska (ang. Gulf of Guinea, fr. Golfe de Guinée) – rozległa, otwarta zatoka Oceanu Atlantyckiego u zachodniego wybrzeża Afryki, między przylądkami Palmas (Liberia) i Lopez (Gabon). W jej obrębie znajdują się 2 zatoki drugorzędne: Zatoka Beninu i Bonny (Biafra).
Przez Międzynarodowe Biuro Hydrograficzne uznawana za odrębny obszar morski.
Na obszarze zatoki znajduje się punkt zero na mapie - punkt skrzyżowania równika z południkiem 0 - punkt o współrzędnych geograficznych 00,00.
Pływy morskie w zatoce osiągają amplitudę 2,7 m. Uchodzą do niej rzeki:
- Wolta
- Ouémé
- Niger
- Sanaga
- Ogowe

Główne porty to:
- Abidżan
- Akra
- Lagos
- Libreville
- Lomé
- Port-Gentil
- Port Harcourt

Na Zatoce Gwinejskiej znajdują się wyspy pochodzenia wulkanicznego położone w większości w tzw. Linii Cameroona o przebiegu NE - SW.
Główne wyspy:
- Annobón
- Bioko
- Bobowasi
- Corisco
- Elobey Chico i Elobey Grande
- Książęca
- Świętego Tomasza